# Бальсталь
Бальсталь (нем. Balsthal) — коммуна в Швейцарии, окружной центр, находится в кантоне Золотурн. 
Входит в состав округа Таль. Население составляет 5749 человек (на 31 января 2008 года). Официальный код — 2422.